# Conjectures de Weil
Pour la conjecture portant sur les nombres de Tamagawa, voir Conjecture de Weil sur les nombres de Tamagawa.
En mathématiques, les conjectures de Weil, qui sont devenues des théorèmes en 1974, ont été des propositions très influentes à la fin des années 1940 énoncées par André Weil sur les fonctions génératrices (connues sous le nom de fonctions zêta locales) déduites du décompte de nombre de points des variétés algébriques sur les corps finis.
Une variété sur « le » corps à q éléments possède un nombre fini de points sur le corps lui-même, et sur chacune de ses extensions finies. La fonction zêta locale possède des coefficients dérivés des nombres Nk de points sur le corps à qk éléments.
Weil conjectura que ces fonctions zêta devaient être des fonctions rationnelles, devaient satisfaire une forme d'équation fonctionnelle, et devaient avoir leurs zéros dans des endroits restreints. Les deux dernières parties étaient tout à fait consciemment modélisées sur la fonction zêta de Riemann et l'hypothèse de Riemann.

## Arrière-plan et histoire
En fait, le cas des courbes sur les corps finis a été démontré par Weil lui-même, achevant le projet démarré par le théorème de Hasse sur les courbes elliptiques sur les corps finis. Les conjectures étaient suffisamment naturelles dans une direction, simplement en proposant que les bonnes propriétés connues seraient étendues. Leur intérêt était suffisamment évident dans la théorie des nombres : elles impliquaient l'existence d'un mécanisme qui fournirait les limites supérieures pour les sommes exponentielles, un élément de base dans la théorie analytique des nombres.
Ce qui était réellement attirant, à partir du point de vue d'autres domaines mathématiques, était la connexion proposée avec la topologie algébrique. Étant donné que les corps finis sont discrets par nature, et que la topologie parle seulement du continu, la formulation détaillée de Weil (basée sur l'élaboration de quelques exemples) était frappante et novatrice. Il suggérait que la géométrie sur les corps finis devait s'ajuster à des motifs bien connus se reliant aux nombres de Betti, au théorème du point fixe de Lefschetz, etc.
Weil lui-même n'essaya jamais sérieusement de démontrer les conjectures.[réf. souhaitée] L'analogie avec la topologie suggérait de concevoir une nouvelle théorie homologique qui s'appliquerait au sein de la géométrie algébrique. Ceci prit deux décennies (ce fut l'objectif central du travail et de l'école d'Alexandre Grothendieck) pour l'élaborer sur les suggestions initiales de Serre et d'autres. La partie rationnelle des conjectures fut démontrée d'abord, par Bernard Dwork en 1960, en utilisant les méthodes p-adiques. Le reste attendit la construction de la cohomologie étale, une théorie dont la définition est relativement profonde. Les démonstrations furent complétées par Pierre Deligne en 1974, grâce à une méthode très originale, inspirée par la théorie des formes modulaires.
Les conjectures de Weil ont, par conséquent, pris leurs places dans la théorie générale (des fonctions L, au sens large). Puisque la cohomologie étale possède plusieurs autres applications, ce développement est un exemple des relations entre conjectures (basées sur les exemples et l'intuition), construction d'une théorie, résolution de problème, et avantages inattendus, même dans les parties les plus abstraites des mathématiques pures.

## Énoncé des conjectures de Weil
Soit {\displaystyle f_{1}(X_{1},...,X_{r}),...,f_{l}(X_{1},...,X_{r})} des polynômes à coefficients entiers. On peut projeter ces polynômes dans n'importe quel corps fini {\displaystyle F_{q}}, avec {\displaystyle q=p^{k}}, en prenant les coefficients de ces polynômes modulo p. En fait, on cherche à étudier les racines d'un système d'équations polynomiales
{\displaystyle \left\{{\begin{matrix}f_{1}(X_{1},...,X_{r})=0\\\vdots \\f_{l}(X_{1},...,X_{r})=0.\end{matrix}}\right.}
On peut donc considérer l'ensemble des solutions du système étudié, où les polynômes sont à coefficients dans {\displaystyle F_{q}}. Les conjectures de Weil nous donnent de nombreuses informations lorsque l'on s'intéresse au nombre de ces solutions.
Formalisons cette idée.
Ces équations définissent une variété algébrique sur {\displaystyle F_{q}}, où ce qui revient au même, un schéma séparé de type fini sur {\displaystyle F_{q}}. En effet, si on considère l'idéal {\displaystyle I=(f_{1},...,f_{l})} de {\displaystyle F_{q}[X_{1},...,X_{r}]}, soit {\displaystyle A=F_{q}[X_{1},...,X_{r}]/I}, alors le schéma sur {\displaystyle F_{q}} est le spectre d'anneau de A, {\displaystyle X=SpecA}.
L'ensemble des solutions du système ci-dessus dans {\displaystyle {F_{q}}^{r}} est en bijection avec {\displaystyle Hom_{F_{q}}(X,F_{q})=X(F_{q})}, de manière que le problème initial devient le calcul de {\displaystyle |X(F_{q})|}.
On notera par la suite {\displaystyle X_{0}=|X(F_{q})|}. Lorsqu'on considérera {\displaystyle X_{0}} comme une variété sur {\displaystyle F_{q^{n}}}, on notera : {\displaystyle X_{n}=X_{0}/F_{q^{n}}}.
L'objet essentiel d'étude apparaissant dans les conjectures de Weil est la fonction zêta de {\displaystyle X_{n}=X_{0}/F_{q}}, c'est une série formelle à coefficients rationnels définie comme suit :
{\displaystyle Z(X_{0}/F_{q},T)=\exp \left(\sum _{n=1}^{\infty }|X_{0}(F_{q^{n}})|{\frac {T^{n}}{n}}\right)}
où {\displaystyle |X_{0}(F_{q^{n}})|} est le nombre de points {\displaystyle F_{q^{n}}}-rationnels de {\displaystyle X_{n}=X_{0}/F_{q}}, c'est-à-dire le nombre de solutions dans {\displaystyle F_{q^{n}}} du système d'équations.
Conjectures de Weil : Si {\displaystyle X_{0}/F_{q}} est lisse (c'est-à-dire si les équations ne possèdent pas de singularité) et projective (c'est-à-dire si les équations polynomiales sont homogènes) de dimension d alors:
1. Rationalité : {\displaystyle Z(X_{0}/F_{q},T)} est une fonction rationnelle de T à coefficients dans ℚ. Plus précisément, {\displaystyle Z(X_{0}/F_{q},T)={\frac {P_{1}...P_{2d-1}}{P_{0}...P_{2d}}}.}De plus, P0(T) = 1 − T, P2d(T) = 1 − qdT, et pour 1 ≤ i ≤ 2d − 1, Pi(T) (polynôme de Weil de poids i) est de la forme ∏j (1-αi,jT).
2. Équation fonctionnelle : il existe des entiers e=±1 et K tels que :{\displaystyle Z\left(X_{0}/F_{q},{\frac {1}{q^{d}T}}\right)=e\times q^{\frac {dK}{2}}\times T^{K}\times Z(X_{0}/F_{q},T)}et même, {\displaystyle P_{2d-i}(T)=C_{i}T^{B_{i}}P_{i}\left({\frac {1}{q^{d}T}}\right)} avec {\displaystyle C_{i},B_{i}} entiers.
3. Hypothèse de Riemann sur les corps finis : |αi,j| = qi/2, autrement dit : tous les zéros de Pi(q−s) sont sur la « droite critique » des nombres s de partie réelle i/2.
4. Lien avec la topologie : si {\displaystyle X_{0}/F_{q}} est la projection sur {\displaystyle F_{q}} d'une variété projective complexe non-singulière {\displaystyle V^{an}}, alors le degré de {\displaystyle P_{i}} est le i-ème nombre de Betti de {\displaystyle V^{an}}. Plus précisément, soir R un anneau muni d'un morphisme surjectif {\displaystyle R\to F_{q}} et d'un morphisme injectif {\displaystyle R\to \mathbb {C} }. Soit M un R-schéma propre et lisse tel que {\displaystyle X=M{\otimes _{R}}F_{q}} et {\displaystyle V=M{\otimes _{R}}\mathbb {C} }. On a alors pour tout i, {\displaystyle B_{i}={\rm {rang}}H^{i}(V^{an},\mathbb {Z} )}.

La partie rationnelle (la rationalité de la fonction zêta) fut démontrée par Bernard Dwork en 1959 grâce à des méthodes p-adiques. C'est véritablement le travail de Grothendieck qui inspirera plus tard Deligne pour mettre un point final à la démonstration. En effet, Grothendieck rénove la géométrie algébrique en se lançant dans un travail monumental duquel sortiront ses Éléments de géométrie algébrique. Par cet ouvrage, d'une extrême généralité, il étend la géométrie algébrique : il l'étend en particulier à l'étude d'équations définies sur des anneaux, et non sur des corps comme on le faisait auparavant, ce qui permet d'attaquer les problèmes posés sur les entiers. Il démontrera ainsi en 1963-1964 les points 1., 2. et 4. par une démonstration différente de celle de Dwork. En ce qui concerne l'hypothèse de Riemann, beaucoup plus délicate, il faut attendre 1973 pour que Pierre Deligne, inspiré surtout par les travaux de Weil, Serre et Grothendieck, propose une démonstration.

## Exemples

### Hypersurfaces diagonales
Dans le cas de la fonction {\displaystyle f(X,Y,Z)=X^{n}+Y^{n}+Z^{n}} le nombre de solutions dans l'espace affine {\displaystyle F_{p^{s}}} est donné par :

où
et {\displaystyle \chi _{i},\chi _{j},\chi _{k}} sont des caractères additifs non triviaux de {\displaystyle F_{p^{s}}} tels que {\displaystyle \chi _{i}\chi _{j}\chi _{k}=1}.
Le nombre de solutions dans l'espace projectif, que l'on notera {\displaystyle N_{s}}, est alors
de plus on a :
d'où
On utilise de plus la relation de Hasse–Davenport pour obtenir cette expression de {\displaystyle N_{s}} :
qui implique la rationalité de la fonction zêta associé à l'équation {\displaystyle X^{n}+Y^{n}+Z^{n}} car la fonction zêta est une fraction rationnelle si et seulement si :

### La droite projective
L'exemple le plus simple (autre qu'un point) consiste à prendre X comme étant la droite projective.
Le nombre de points de X sur le corps à {\displaystyle q^{m}} éléments est simplement {\displaystyle N_{m}=q^{m}+1} (où le « + 1 » provient du point à l'infini). La fonction zêta est simplement {\displaystyle 1/(1-q^{-s})(1-q^{1-s})}. Il est facile de vérifier toutes les parties des conjectures de Weil directement.

### L'espace projectif
Il n'est pas plus difficile de prendre un espace projectif de dimension n.
Le nombre de points de X sur le corps à {\displaystyle q^{m}} éléments est simplement {\displaystyle N_{m}=1+q^{m}+q^{2m}+\ldots +q^{nm}}. La fonction zêta est simplement
{\displaystyle 1/(1-q^{-s})(1-q^{1-s})(1-q^{2-s})...(1-q^{n-s})\,}.
Il est de nouveau facile de vérifier toutes les parties des conjectures de Weil directement.
La raison pour laquelle la droite projective et l'espace projectif étaient si faciles est qu'ils peuvent être écrits comme des unions disjointes d'un nombre fini de copies d'espaces affines, qui rendent le nombre de points sur eux particulièrement facile à calculer. Il est aussi facile de démontrer les conjectures de Weil pour d'autres espaces, tels que les grassmanniennes, qui ont la même propriété.

### Les courbes elliptiques
Celles-ci donnent les premiers cas non-triviaux des conjectures de Weil (démontrés par Hasse).
Si E est une courbe elliptique sur le corps à q éléments, alors le nombre de points de E défini sur le corps à {\displaystyle q^{m}} éléments est {\displaystyle 1-\alpha ^{m}-\beta ^{m}+q^{m}},
où α et β sont des complexes conjugués de module √q.
La fonction zêta est

## La cohomologie de Weil
Weil suggéra que les conjectures découlaient de l'existence d'une « théorie cohomologique de Weil » appropriée pour les variétés sur les corps finis, similaire à la cohomologie usuelle à coefficients rationnels pour les variétés complexes.
Son idée était que si F est l'automorphisme de Frobenius sur le corps fini, alors le nombre de points de la variété X sur le corps d'ordre qm est le nombre de points fixes de Fm (agissant sur tous les points de la variété X définie sur la clôture algébrique). En topologie algébrique, le nombre de points fixés d'un automorphisme peut être établi en utilisant le théorème du point fixe de Lefschetz, donnant une somme alternée des traces sur les groupes de cohomologie. Donc, s'il existait des groupes cohomologiques similaires pour les variétés sur les corps finis, alors la fonction zêta pourrait être exprimée en termes de ceux-ci.
Le premier problème avec ceci est que le corps de coefficients pour une théorie cohomologique de Weil ne peut pas être le corps des nombres rationnels. Pour voir ceci, considérons le cas d'une courbe elliptique supersingulière sur un corps fini de caractéristique p. L'anneau des endomorphismes de cette courbe est un ordre de l'algèbre de quaternions sur les rationnels, et agirait sur le premier groupe de cohomologie, qui serait un espace vectoriel de dimension 2 sur le corps de coefficients par analogie avec le cas d'une courbe elliptique complexe. Néanmoins, une algèbre de quaternions sur les rationnels ne peut pas agir sur un espace vectoriel de dimension 2 sur les rationnels. Le même argument élimine la possibilité que le corps de coefficients soit le corps des réels ou les nombres p-adiques, parce que l'algèbre de quaternions est encore une algèbre à division sur ces corps. Néanmoins, il n'élimine pas la possibilité que le corps de coefficients soit le corps des nombres ℓ-adiques pour quelques nombres premiers ℓ différents de p, parce que sur ces corps l'algèbre de division se scinde et devient une algèbre matricielle, qui peut agir sur un espace vectoriel de dimension 2. Alexandre Grothendieck et Michael Artin sont parvenus à construire des théories cohomologiques appropriées sur le corps des nombres ℓ-adiques pour chaque nombre premier ℓ distinct de p, appelée cohomologie ℓ-adique.